# Meißen (Minden)
Meißen ist ein östlich der Weser gelegener Stadtteil von Minden, Nordrhein-Westfalen, direkt an der Landesgrenze zum niedersächsischen Landkreis Schaumburg. Nördlich wird Meißen von Dankersen, westlich vom Stadtteil Rechtes Weserufer, südlich von Porta Westfalica (Stadtteile Nammen, Neesen und Lerbeck) und östlich von Bückeburg begrenzt.

## Geschichte
Meißen wurde 1090 gegründet. Der Ort gehörte bis zu den Napoleonischen Kriegen zur Vogtei Übernstieg im Amt Hausberge des Fürstentums Minden. Von 1807 bis 1813 gehörte Meißen zum Kanton Hausberge des napoleonischen Satellitenstaats Königreich Westphalen. Der Ort kam 1816 zum neuen Kreis Minden, wo er bis 1972 eine Gemeinde im Amt Hausberge bildete.
1818 wurde hier einer der ersten Turnplätze Deutschlands im Bereich des heutigen Gerdsweges eröffnet. Bis Ende 1958 bestand hier ein Bergwerk, das Kohlenbergwerk Minden, mit einer weithin sichtbaren Abraumhalde, die jedoch inzwischen einem Gewerbegebiet gewichen ist. Seit der Eingemeindung nach Minden sind viele Neubaugebiete erschlossen worden und Neubürger hinzugezogen.
Von 1918 bis 1963 bedienten die Mindener Kreisbahnen die Haltepunkte Meißen-Notthorn und Meißen. Ab 1929/30 war Meißen auch mit der Mindener Straßenbahn erreichbar. Diese benutzte von Notthorn bis zum Bahnhof Meißen die Gleise der Kreisbahn. Sie wurde Ende 1956 eingestellt.
1939 wurde das Umspannwerk Minden-Meißen gebaut.
Am 1. Januar 1973 wurde die Gemeinde Meißen in die Kreisstadt Minden eingegliedert. Damit änderten sich auch die Bezüge des Dorfes: Fuhr man davor immer nach Hausberge, so war nun Minden das Ziel, wenn es galt Amtsgeschäfte zu erledigen.

## Stadtteilleben
In Meißen findet einmal jährlich das auch über die Grenzen Mindens hinaus bekannte Dorfgemeinschaftsfest statt. Am jeweiligen Festsonntag findet unter anderem ein großer Floh- und Trödelmarkt statt. Der größte Meißener Verein ist der Tuspo-Meißen „Turn- und Sportverein Meißen von 1892 e. V.“ Die Hauptsparten sind Handball und Kunstturnen, darüber hinaus wird ein vielfältiges Breitensportprogramm geboten. Jährlich um Fronleichnam findet die Sportwerbewoche statt.
Ein weiterer, über die Region hinaus bekannter Verein ist der Männerchor Meißen. Weiterhin gibt es in Meißen eine Löschgruppe der Freiwilligen Feuerwehr Minden, den Rassegeflügelzüchterverein und den Seniorenclub.
Meißen verliert durch viele Neubaugebiete und viele Neubürger zunehmend den früher vorhandenen Charakter eines Dorfes und wird mehr und mehr zu einem Stadtteil Mindens. Der Ausländeranteil betrug Ende 2007 3,86 %. Zum Stadtteil Meißen gehört neben dem alten Ortskern noch die sogenannte „Grille“, der „Südbruch“ und die „Clus“. Grille und Clus sind ehemalige Bahnarbeitersiedlungen entlang der alten Bundesstraße von Minden nach Bückeburg bzw. Rinteln.
Die frühere Grundschule Meißen wurde 2007 gegen den Willen der Bevölkerungsmehrheit des Stadtteils Meißen mit der Schule des Stadtteiles Rechtes Weserufer zusammengelegt und in Cornelia-Funke-Schule umbenannt. Hierfür wurde ein neues Schulgebäude in Dankersen erbaut. Der Ortsteil Meißen ist seitdem ohne eigene Schule. Die ursprünglich vorgesehene Einrichtung einer Privatschule („Freie Evangelische Schule“) wurde nach Protesten Meißener Einwohner nicht weiter verfolgt. Die alte Schule mit Sporthalle und Schulaula an der Forststraße wird heute als Vereinsheim und Sportstätte für örtliche Vereine sowie für Gewerbe genutzt. In unmittelbarer Nachbarschaft zur früheren Schule befand sich die älteste Gastwirtschaft Meißens, die Ratsklause, die bis zu ihrer Schließung vor allem als Nachbarschaftskneipe und örtliche Vereinskneipe diente.

## Alte Schule
Die alte Schule an der Forststraße besteht aus einem Altbau aus wilhelminischer Zeit (1893 eingeweiht) und einem Neubau aus dem Jahr 1957. Hinzu kommt eine Sporthalle aus dem Jahr 1962. Dieses in Ortszentrumslage gelegene Gebäudeensemble gruppiert sich um einen Innenhof, der in ein als Sportplatz genutztes, umzäuntes Gelände übergeht. Nach Schließung der Schule verwirklichte der örtliche Verein „Pro Meißen“ ein Nachnutzungskonzept im Sinne eines Dorf- bzw. Stadtteilzentrums. Heute werden die Sporthalle und der Sportplatz vom örtlichen Sportverein genutzt. Die Räume des Schulaltbaus werden sowohl von verschiedenen Vereinen als auch von verschiedenen Firmen (beispielsweise einer Fahrschule) genutzt, während große Teile des Schul-Neubaus an weitere Firmen vermietet werden. Die ebenfalls im Neubau angesiedelte Schulaula steht der Dorfgemeinschaft zur Verfügung. Der ehemalige Schulhof und das daran angrenzende Gelände, das früher als Sportplatz genutzt wurde, wird weiterhin für sportliche Zwecke, aber auch für externe Veranstaltungen wie zum Beispiel als Campingplatz für den „DMCG“ genutzt.

## Verkehr
Meißen liegt verkehrsgünstig im Kreuzungsbereich der Straßen Minden–Bückeburg (B65n) und Nienburg–Porta Westfalica (B482).
Meißen ist End- und Startpunkt der Stadtbuslinie 10 vom ZOB Minden in der Innenstadt von Minden.

## Sehenswürdigkeiten

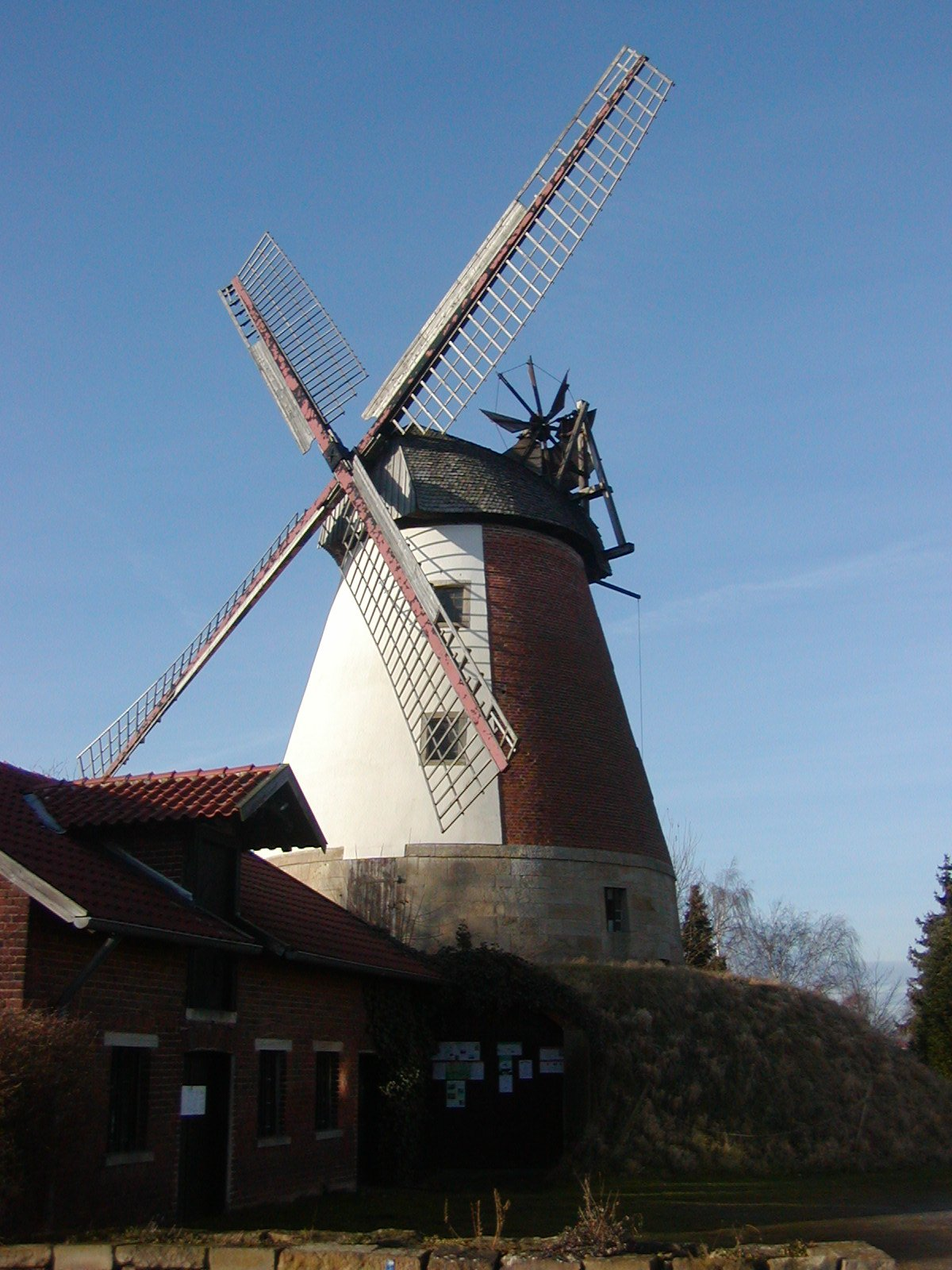
Windmühle

Im Zentrum von Meißen an der Freistraße und an der Meißener Dorfstraße befindet sich ein Denkmal für das ehemalige Kohlenbergwerk Minden in Gestalt eines Lorenwagens. Das Denkmal wurde unter wesentlicher Mitwirkung des damaligen Heimatpflegers Horst Gattke beschafft und am 1. September 1985 mit einer Feier eingeweiht. An den Festivitäten beteiligte sich neben der Bevölkerung auch die Barbara Erzbergbau AG aus dem benachbarten Nammen.
Attraktionen sind außerdem die durch Meißen verlaufende Museumseisenbahn und die alte Windmühle, eine Wallholländer Windmühle von 1883, in der man seit dem Jahr 2020 standesamtlich heiraten kann. Im alten Ortskern befinden sich schöne, regionstypische Bauernhäuser.
An der Straßenecke Forststraße/Holzweg befindet sich ein Findling mit einem Hinweis auf den ältesten Turnplatz Westfalens, der in „Meißener Holze“, heute Gerdsweg, 1818 errichtet wurde.